# WikiBhasha
WikiBhasha egy 2010. október 18-án megjelent, böngészőben futó program, melyet a Wikimédia alapítvány és a Microsoft fejlesztett ki a Wikipédia online enciklopédia fordításának segítéséhez.
A szoftver lehetővé teszi, hogy egy szerkesztő egy angol nyelvű wiki cikket a saját nyelvére fordíthasson le, vagy egy meglévőt bővítsen ki az angol alapján. A WikiBhasha több mint 30 nyelvet támogat. Lehetővé teszi a nemzeti tartalmak létrehozását, melyhez forrásként az angol Wikipédiát használja. Kezdetben a Wikimédia Alapítvány és a Microsoft Research is szorosan együttműködött az angol, az arab, a német, a hindi, a japán, a portugál és a spanyol Wikipédia-felhasználó közösségekkel.
A Bhasha szó egy észak-indiai nyelvből származik.
A szoftver hasonlít a Google 2009. június 9-én kiadott Google Translation Toolkit programjára, funkciói ugyanazok.